# Iuliu Hossu
Boldog Iuliu Hossu (Nagynyulas község, 1885. január 31. – Bukarest, 1970. május 28.) román görögkatolikus pap, kolozsvár-szamosújvári püspök, vértanú.
1910-ben szentelték pappá. 1917-től szamosújvári püspökként szolgált. Az 1918. december 1-jei gyulafehérvári román nagygyűlésen ő olvasta fel az Erdély Romániához csatolásáról szóló kiáltványt. 1948-ban a román görögkatolikus egyházat betiltották, templomait a román ortodox egyháznak adták, és a püspököket is megpróbálták rábírni az áttérésre. Mivel ellenszegült, letartóztatták, és több püspöktársával együtt a Căldărușani kolostorba hurcolták. 1950-től számos más román és magyar értelmiségivel és egyházi vezetővel együtt politikai fogolyként tartották fogva a máramarosszigeti börtönben. Élete végéig különböző kényszerlakhelyeken élt. A román kommunista rendszer áldozatai közé tartozik.
VI. Pál pápa in pectore bíborossá nevezte ki; a kinevezést csak halála után hozták nyilvánosságra. Ferenc pápa romániai látogatása alkalmával, 2019. június 2-án a balázsfalvi Szabadság mezején avatta boldoggá hat vértanútársával együtt.

## Pályafutása
Szülőfaluja, Nagynyulas Kolozs vármegye Tekei járásához tartozott. Édesapja, Ioan, görögkatolikus pap, édesanyja Victoria, szül. Măriuțiu volt. Középiskolai tanulmányait a szászrégeni evangélikus gimnáziumban, a marosvásárhelyi római katolikus gimnáziumban, majd Balázsfalván, a görögkatolikus főgimnáziumban folytatta. 1904-ben kezdte a teológiát és rövid időn belül a római Propaganda Fide Pápai Városi Kollégiumba küldték. 1906-ban megszerezte a filozófiai, 1910-ben a teológiai doktorátust. 1910. március 27-én szentelte pappá nagybátyja, Vasile Hossu püspök.
Visszatérve az országba, Lugoson dolgozott teológiai tanárként, levéltárosként, könyvtárosként, majd vikáriusként és püspöki titkárként. 1914–1917 között tábori lelkészi szolgálatot teljesített az osztrák hadseregben szolgáló román katonák mellett.

### Püspöki pályafutása
1917. március 3-án IV. Károly király szamosújvári püspökké nevezte ki a Vasile Hossu halálával megüresedett székbe, pápai megerősítést április 21-én kapott XV. Benedektől. december 4-én Balázsfalván szentelte püspökké Victor Mihaly de Apșa fogaras-gyulafehérvári érsek, Demetriu Radu nagyváradi és Valeriu Traian Frențiu lugosi görögkatolikus püspök segédletével.

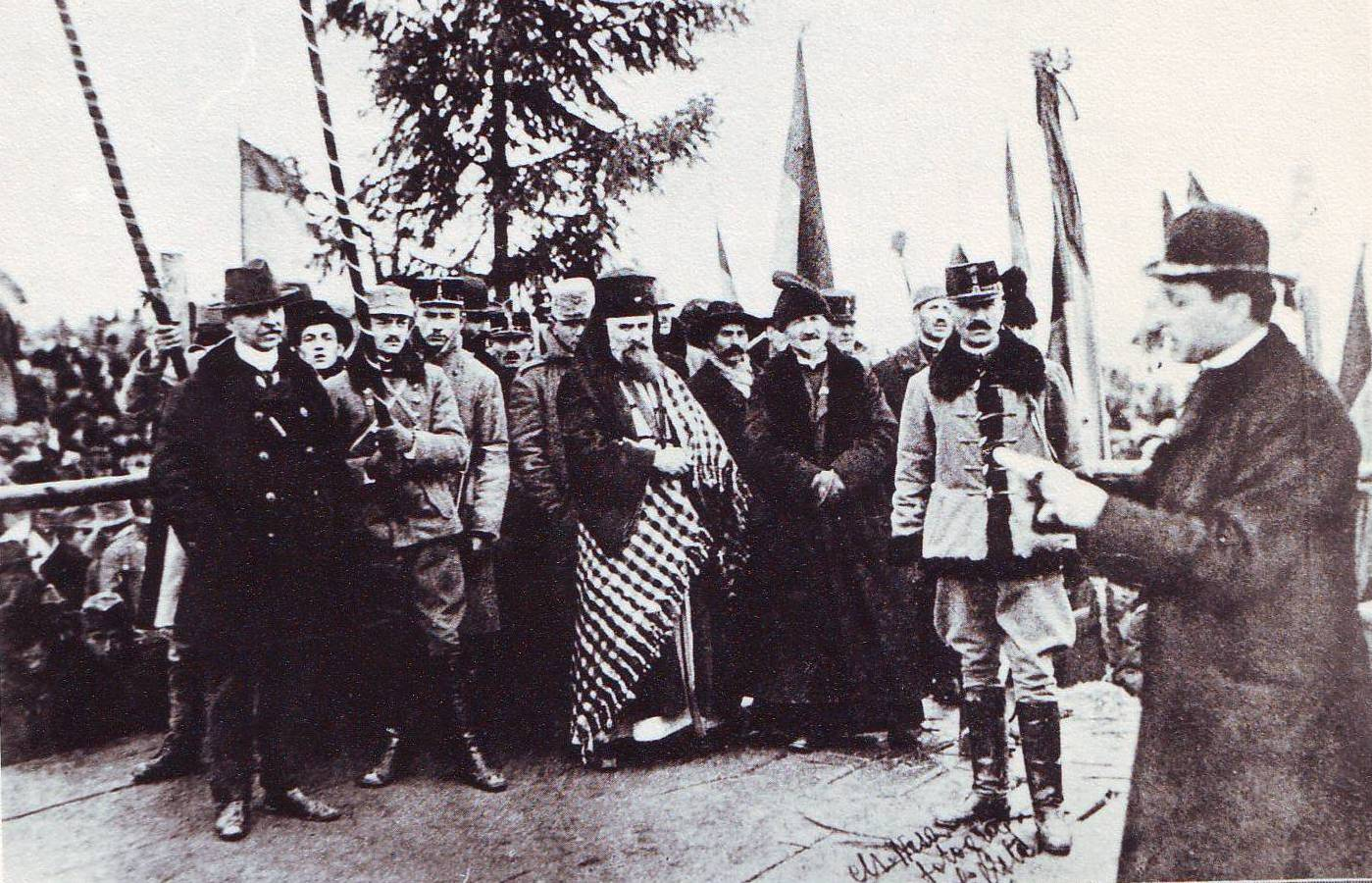
Hossu püspök felolvassa az Erdély Romániához csatolásáról szóló kiáltványt az 1918. december 1-jei gyulafehérvári román nagygyűlésen

Részt vett az 1918. december 1-jei gyulafehérvári román nagygyűlésen, és ő olvasta fel az Erdély Romániához csatolásáról szóló kiáltványt.
1930 októberében, a román konkordátum megkötése után az Apostoli Szentszék a szamosújvári püspökségnek adományozta a kolozsvári minorita templomot. Ezzel egyidejűleg a püspökség székhelyét Kolozsvárra helyezték át, a neve pedig Kolozsvár-Szamosújvári egyházmegye lett. A szamosújvári régi püspöki székhelyet Hossu átalakíttatta görögkatolikus tanítóképzővé. Maga a püspök Kolozsváron élt a második bécsi döntés után (1940–1944), illetve a kommunista rendszer első időszakában (1945–1948) is.
1948-ban a román görögkatolikus egyházat betiltották, templomait a román ortodox egyháznak adták, és a püspököket is megpróbálták rábírni az áttérésre. Miután szeptember 17-én egy kormányrendelet ötről kettőre csökkentette a görögkatolikus püspökök számát, Hossút még meghagyták hivatalában. Ő azonban határozottan fellépett az erőszakos áttérítési kísérlet ellen: július 24-én az öt görögkatolikus püspök körlevelet adott ki A görög katolikus egyház papjai és hívei. Ennek az órának a tanúságtétele címmel; az október 1-jén kolozsváron 36 görögkatolikus pap részvételével lezajlott, az áttérésről „határozatot hozó” gyűlés résztvevőit Hossu előző nap levélben figyelmeztette, majd ennek sikertelensége után kiközösítéssel sújtotta; október 7-én a többi püspökkel együtt beadványt intézett a köztársaság elnökségéhez és Petru Groza miniszterelnökhöz; október 25-én pedig pásztorlevélben szólalt fel.
Ma, amikor a szent pünkösdöt ünnepeljük, más híreket is hallottatok, amiknek nem szabad hitelt adnotok. Az igazság az, hogy felszólítottak az egyesülésre. De hogyan? „Testvériesen.” Hát igen, mi is testvériesen válaszolunk: Mi tudjuk, érezzük és erősen hisszük, hogy Krisztus igazi egyházának a tagjai vagyunk. Ez a mi szent meggyőződésünk. Igaz, ha százalékban akarjuk kifejezni, azt mondhatnánk, hogy a két román egyház 96%-ban hasonlít egymásra. Tehát kevésben különbözünk. De éppoly igaz az is, hogy miénk az igazi hit kincstára. Mert Krisztus egyháza egy és csakis egy. Szent Péter egy volt, és ahol ő volt, ott van Krisztus igazi egyháza. Senki kedvéért nem válunk árulókká. A földön senki kedvéért nem hagyjuk el Róma anyánk hitét.
Mivel ellene szegült a román görögkatolikus egyház úgynevezett visszatérésének (mármint az ortodox egyházba), október 28-án letartóztatták, és az öt másik görögkatolikus püspökkel együtt Dragoslavelébe hurcolták. A kommunista hatóságok és Justinian Marina pátriárka felajánlották neki a Moldva metropolitája tisztséget, azzal a feltétellel, hogy térjen ki katolikus hitéből. A püspök nem volt hajlandó felvenni az ortodox hitet, ezért először a Căldărușani kolostorba szállították át, majd 1950-ben Máramarosszigetre vitték. Számos más román és magyar értelmiségivel és egyházi vezetővel együtt politikai fogolyként tartották fogva a máramarosszigeti börtönben. 1955-ben átvitték Curtea de Argeșre, 1956-ban a Ciorogârlai kolostorba, majd vissza Căldărușaniba. Itt jelöltek ki neki kényszerlakhelyet és itt maradt élete végéig.

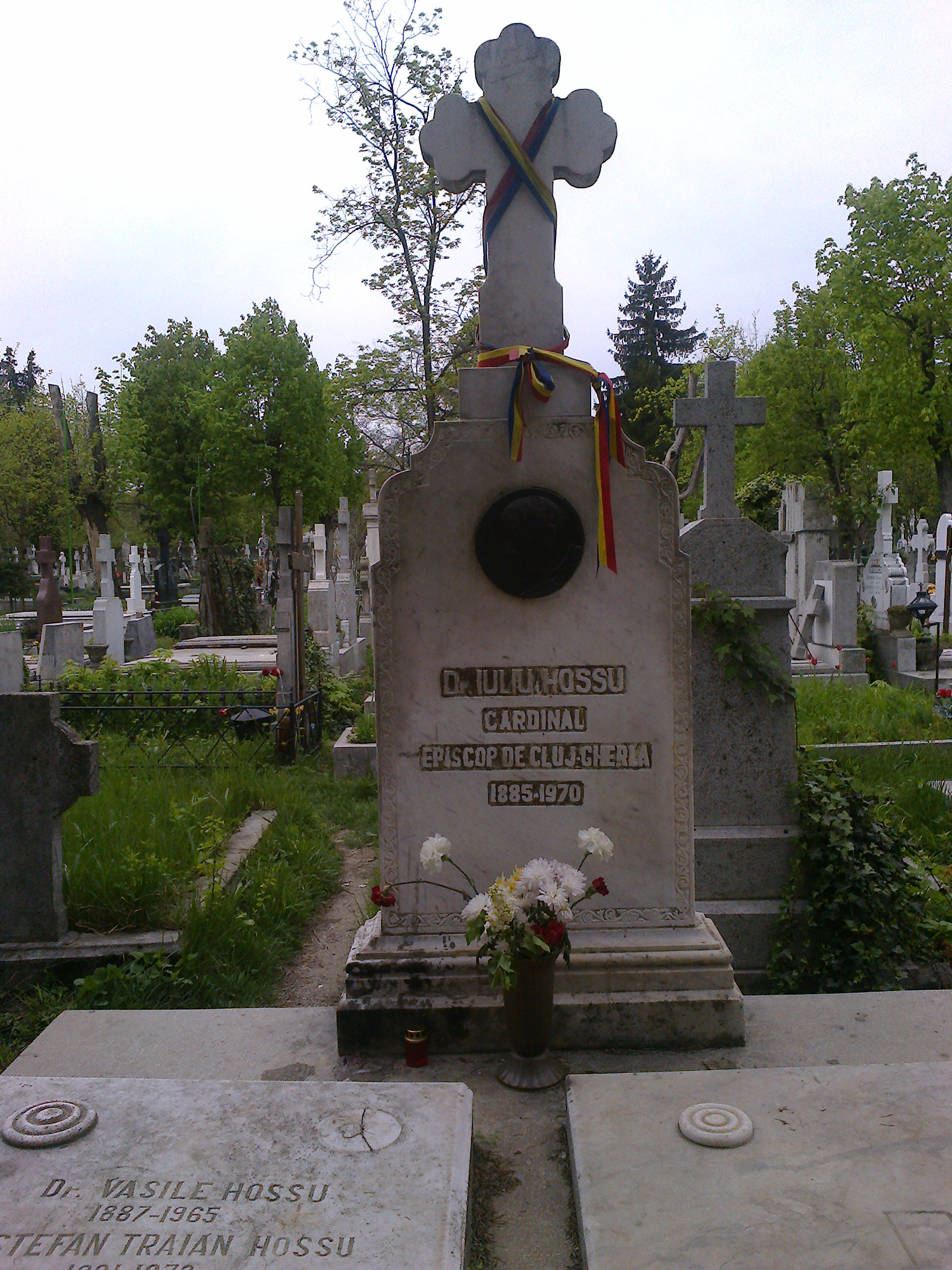
Síremléke a bukaresti Bellu temetőben

1969. április 28-án VI. Pál pápa in pectore bíborossá nevezte ki. A kinevezést csak halála után hozták nyilvánosságra. A bukaresti Colentina kórházban hunyt el, sírja a Bellu temető katolikus részében található. A román kommunista rendszer áldozatai közé tartozik.

## Emlékezete
A vértanú görögkatolikus püspökök boldoggá avatását 1994-ben kezdeményezte a román görögkatolikus egyház. Ferenc pápa 2019. március 19-én jóváhagyta Iuliu Hossu és hat társa boldoggá avatási dekrétumát. A pápa romániai látogatása alkalmával, 2019. június 2-án a balázsfalvi Szabadság mezején avatta őket boldoggá.

## Fordítás
- Ez a szócikk részben vagy egészben  az   Iuliu Hossu című román Wikipédia-szócikk ezen változatának fordításán alapul.  Az eredeti cikk szerkesztőit annak laptörténete sorolja fel. Ez a jelzés csupán a megfogalmazás eredetét és a szerzői jogokat jelzi, nem szolgál a cikkben szereplő információk forrásmegjelöléseként.